# Eriosema
Eriosema là một chi rau đậu thuộc họ Fabaceae. 
Nó gồm các loài:
- Eriosema harmsiana

## Hình ảnh

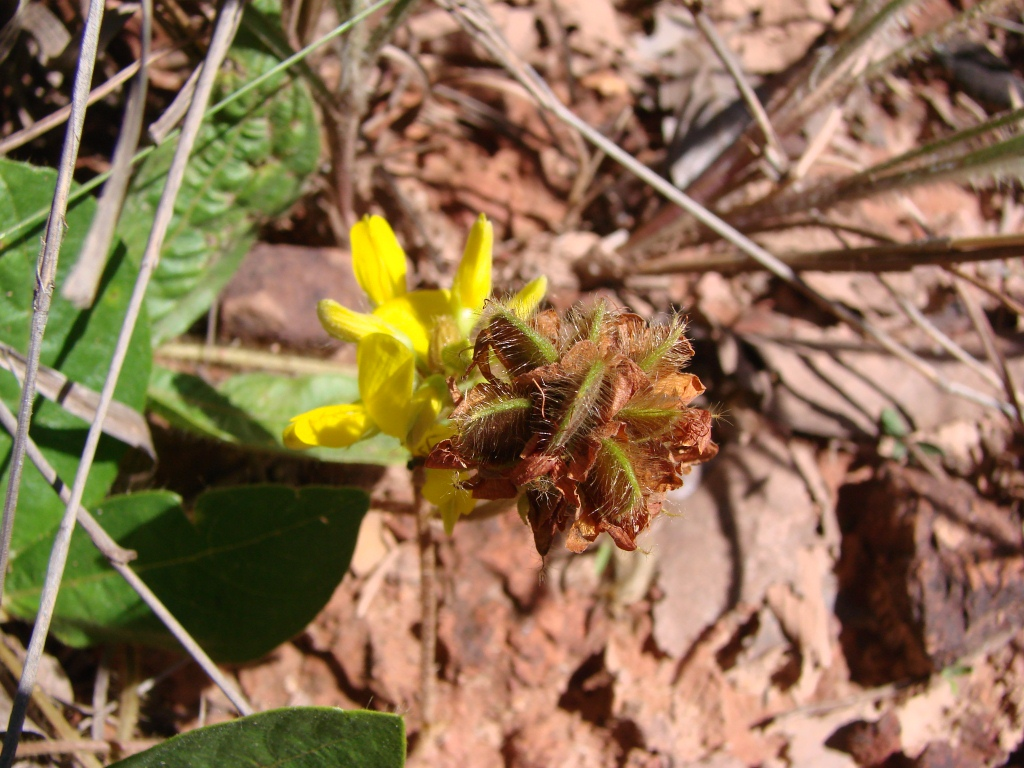
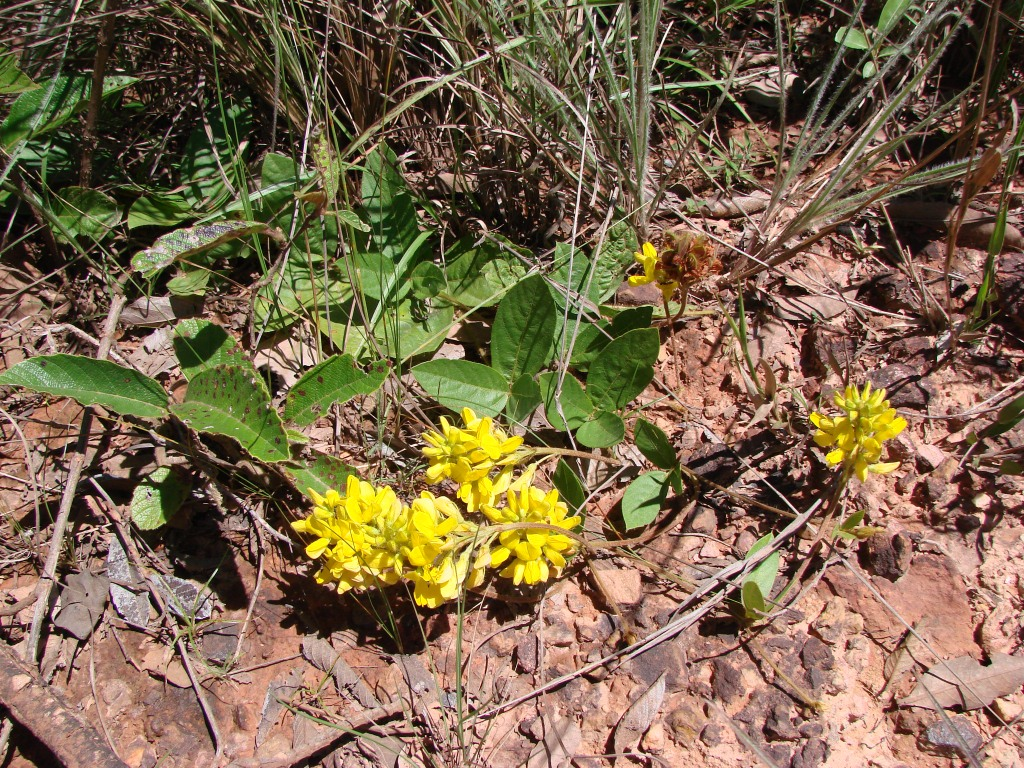
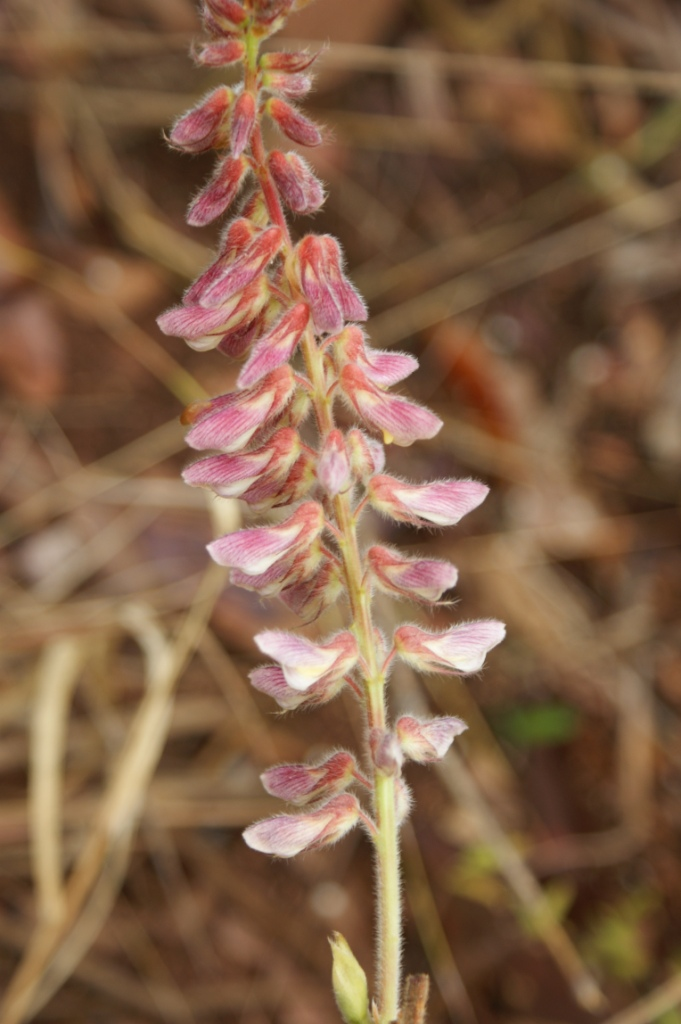
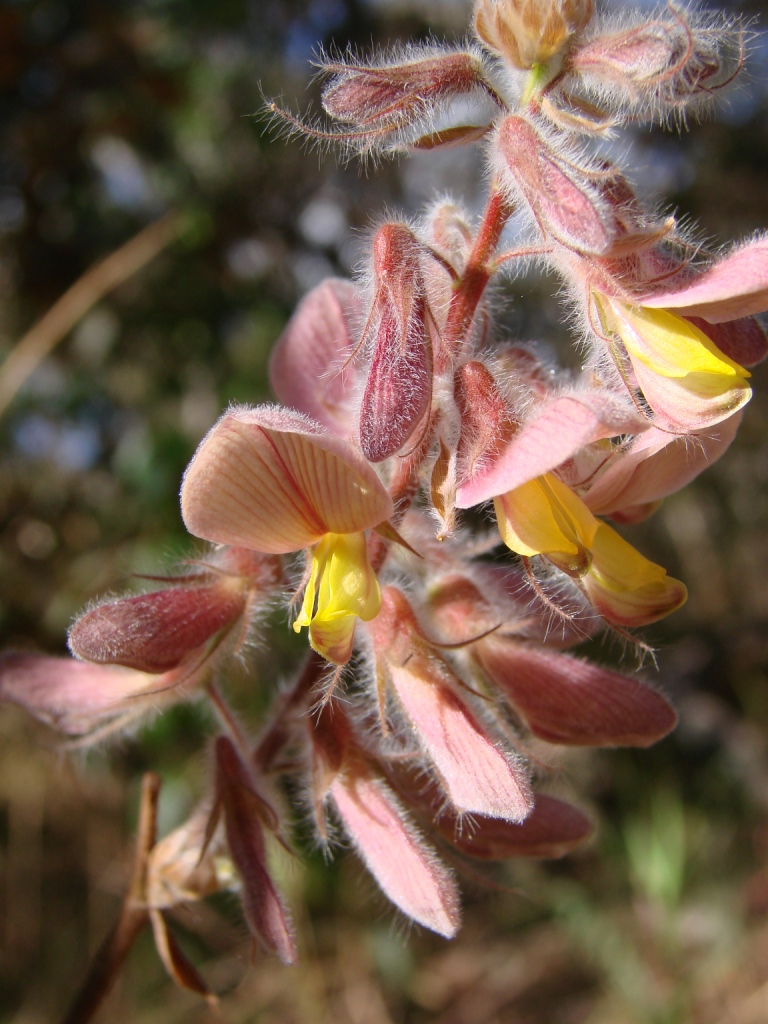